# مذبحة كانتاورا
مذبحة كانتاورا كانت حادثة قتل وقعت في 4 أكتوبر 1982 حيث تم تدمير معسكر للمسلحين بالقرب من كانتاورا في ولاية أنزواتيجي في فنزويلا، وقتل 23 من أصل 41 من مقاتلي حرب العصابات في الجبهة الأمريكية سيلفا.

## الحادثة
مذبحة كانتورا كانت نتيجة لعملية عسكرية نفذتها في 4 أكتوبر 1982 مختلف قوات الأمن التابعة لحكومة لويس هيريرا كامبينس ضد مجموعة من رجال حرب العصابات من جبهة حرب العصابات «أمريكو سيلفا» لحزب العلم الأحمر في المنطقة المجاورة. في هذه العملية التي اعتبرت مذبحة من قبل قطاعات من اليسار الفنزويلي تم قصف معسكر لجبهة حرب العصابات «أمريكا سيلفا»، مؤلف من حوالي 41 من رجال العصابات، مات 23 منهم. وكان من بين تلك المجموعة ناجون.